# David Linden
David J. Linden (Santa Monica (California), 3 novembre 1961) è un neuroscienziato statunitense che insegna alla Johns Hopkins University di Baltimore (Maryland) e si è occupato in particolare della causalità dei processi neurali, mentali e cognitivi, scoprendo che essi sono perlopiù indeterministici.
È autore di The Accidental Mind: How Brain Evolution Has Given Us Love, Memory, Dreams, and God. Il libro spiega al lettore com'è fatto il cervello umano e come funziona, per esso egli ha ricevuto un riconoscimento importante da parte della Independent Publisher Association.
Dal luglio 2008 è direttore editoriale del Journal of Neurophysiology.
Linden associa l'attività di ricercatore e di insegnante a quella di divulgatore della neurofisiologia attraverso pubblicazioni relativamente accessibili anche al lettore non specializzato. È presente come tale in trasmissione radiofoniche e in conferenze in vari campus universitari.

## Vita ed opere
Fin da studente Linden ha pubblicato saggi di neurofisiologia perlopiù elaborati alla University of California, Berkeley e successivamente alla laurea presso la Northwestern University in Evanston (Illinois). Dopo la laurea e prima della docenza ha lavorato nell'industria farmaceutica Hoffmann-La Roche, in Nutley (New Jersey). Le sue ricerche concernono gli aspetti elettrochimici del funzionamento del cervello e il ruolo di dendriti e sinapsi nelle elaborazioni cerebrali. La particolarità della sua ricerca sta nell'aver messo in evidenza l'elemento casuale, indeterministico, della maggior parte delle funzioni cerebrali. Anche la rivista Newsweek ha fornito una descrizione sommaria dei contenuti di The Accidental Mind da parte di Sharon Begley matter.
Il Web of Science elenca 87 articoli sulle neuroscienze di Linden pubblicati in varie riviste scientifiche e non. Del 2003 è From Molecules to Memory in the Cerebellum.